# Глима

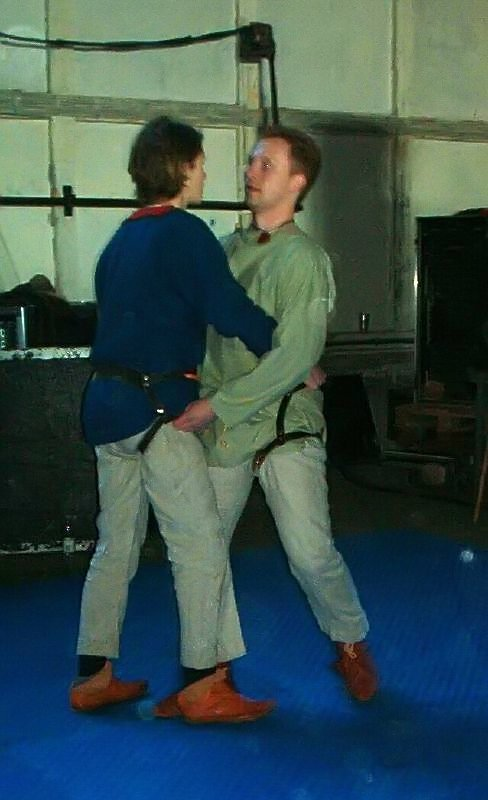
Глима

Глима (исл. glíma) — древнескандинавская борьба, существовавшая уже во времена викингов и дожившая до наших дней в Исландии, где считается национальным спортом.
Описания глимы имеются в нескольких исландских сагах, например, в «Саге о Греттире» и «Саге об Олаве Трюггвасоне».
В основе глимы лежал принцип равных возможностей, поэтому соперники захватывали тело противника одинаковым фиксированным захватом. Правой рукой при этом захватывались штаны или ремень противника в районе талии, а левой — штаны на бедре. Тело должно было находиться в выпрямленном положении. Правая нога выставлялась немного вперёд.
Встав в стойку, борцы старались бросить противника или, выведя его из равновесия, повалить на землю. В ходе схватки соперники перемещались мелкими танцующими шагами. Проигравшим считался также тот, кто первым разрывал захват или касался земли какой-либо частью тела, кроме ног.
Перед началом схватки борцы, взявшись за предплечья, пожимали друг другу руки, тем самым обязуясь бороться честно, не имея намерения убить или покалечить своего противника. Если кто-нибудь из борцов совершал какое-либо действие, нарушавшее правила глимы (nid), его могли объявить нидингом, то есть изгоем.
Запрещены были удары руками и ногами, падение на противника.
В старину глимой обычно занимались летом на открытом ровном месте. Однако зимой борцы могли проводить поединок и в помещении с утоптанным земляным полом, выстланным соломой.
В древнеисландской литературе глимой иногда называли и другие существовавшие виды борьбы.
В настоящее время борцы глимы надевают на себя специальные пояса, которые заменяют просторные одежды, позволявшие в старину осуществить прочный захват противника. В отличие от глимы эпохи викингов сейчас для победы не достаточно касания противником земли рукой или коленом. Выигравшим считается лишь тот, кто заставит соперника коснуться земли бедром, ягодицами, грудью, спиной или головой.
В 1912 г. на Олимпийских играх, состоявшихся в Стокгольме, проводились показательные встречи по глиме.